# Isotopes du zinc
Le zinc (Zn, numéro atomique 30) possède 30 isotopes connus, de nombre de masse variant de 54 à 83, ainsi que dix isomères nucléaires. Parmi ces isotopes, cinq sont stables, 64Zn, 66Zn, 67Zn, 68Zn et 70Zn, et constituent l'ensemble du zinc naturel, le plus abondant étant 64Zn (48,3 % d'abondance naturelle). Sa masse atomique standard est de 65,409(4) u.
Vingt-cinq radioisotopes ont été caractérisés, le plus abondant et le plus stable étant 65Zn avec une demi-vie de 244,26 jours, suivis du 72Zn avec une demi-vie de 46,5 heures. Tous les autres radioisotopes ont une demi-vie de moins de 14 heures, la majorité d'entre eux inférieure à une seconde.
Parmi les radioisotopes plus légers que les isotopes stables, les plus légers (54Zn à 55Zn) se désintègrent par double émission de proton en isotopes du nickel, ceux légèrement plus lourds principalement par émission de positron (à l'exception du zinc 58 qui se désintègre par émission de positron et par émission de positron suivie d'une émission de proton), en isotopes du cuivre. Les radioisotopes les plus lourds se désintègrent par radioactivité β− en isotopes du gallium.
Le zinc a été proposé comme matériau pour « saler » des armes nucléaires (le cobalt étant un autre matériau salant plus connu). L'idée est d'avoir une enveloppe en zinc enrichi en 64Zn (stable), qui, irradié par un intense flux de neutrons à haute énergie résultant de l'explosion d'une bombe thermonucléaire, se transmuterait en radioisotope 65Zn qui possède une demi-vie de 244 jours et produit environ 1,115 MeV en rayonnement gamma, ce qui accroîtrait significativement la radioactivité des retombées nucléaires dans les jours qui suivraient l'explosion. De telles armes n'ont a priori pour l'instant jamais été construites, testées ou utilisées.

## Isotopes notables

### Zinc naturel
Le zinc naturel est constitué des cinq isotopes stables 64Zn (prédominant), 66Zn, 67Zn, 68Zn et 70Zn (très minoritaire).
| Isotope | Abondance (pourcentage molaire) |
| ------- | ------------------------------- |
| 64Zn    | 48,268 (321) %                  |
| 66Zn    | 27,975 (77) %                   |
| 67Zn    | 4,102 (21) %                    |
| 68Zn    | 19,024 (123) %                  |
| 70Zn    | 0,631 (9) %                     |

## Table des isotopes
| Symbole de l'isotope | Z (p)                | N (n)                | Masse isotopique (u) | Demi-vie          | Mode(s) de désintégration, | Isotope(s) fils | Spin nucléaire |
| Symbole de l'isotope | Énergie d'excitation | Énergie d'excitation | Énergie d'excitation | Demi-vie          | Mode(s) de désintégration, | Isotope(s) fils | Spin nucléaire |
| -------------------- | -------------------- | -------------------- | -------------------- | ----------------- | -------------------------- | --------------- | -------------- |
| 54Zn                 | 30                   | 24                   | 53,99295(43)#        |                   | 2p                         | 52Ni            | 0+             |
| 55Zn                 | 30                   | 25                   | 54,98398(27)#        | 20# ms [>1,6 µs]  | 2p                         | 53Ni            | 5/2-#          |
| 55Zn                 | 30                   | 25                   | 54,98398(27)#        | 20# ms [>1,6 µs]  | β+                         | 55Cu            | 5/2-#          |
| 56Zn                 | 30                   | 26                   | 55,97238(28)#        | 36(10) ms         | β+                         | 56Cu            | 0+             |
| 57Zn                 | 30                   | 27                   | 56,96479(11)#        | 38(4) ms          | β+, p (65 %)               | 56Ni            | 7/2-#          |
| 57Zn                 | 30                   | 27                   | 56,96479(11)#        | 38(4) ms          | β+ (35 %)                  | 57Cu            | 7/2-#          |
| 58Zn                 | 30                   | 28                   | 57,95459(5)          | 84(9) ms          | β+, p (60 %)               | 57Ni            | 0+             |
| 58Zn                 | 30                   | 28                   | 57,95459(5)          | 84(9) ms          | β+ (40 %)                  | 58Cu            | 0+             |
| 59Zn                 | 30                   | 29                   | 58,94926(4)          | 182,0(18) ms      | β+ (99 %)                  | 59Cu            | 3/2-           |
| 59Zn                 | 30                   | 29                   | 58,94926(4)          | 182,0(18) ms      | β+, p (1 %)                | 58Ni            | 3/2-           |
| 60Zn                 | 30                   | 30                   | 59,941827(11)        | 2,38(5) min       | β+                         | 60Cu            | 0+             |
| 61Zn                 | 30                   | 31                   | 60,939511(17)        | 89,1(2) s         | β+                         | 61Cu            | 3/2-           |
| 61m1Zn               | 88,4(1) keV          | 88,4(1) keV          | 88,4(1) keV          | <430 ms           |                            |                 | 1/2-           |
| 61m2Zn               | 418,10(15) keV       | 418,10(15) keV       | 418,10(15) keV       | 140(70) ms        |                            |                 | 3/2-           |
| 61m3Zn               | 756,02(18) keV       | 756,02(18) keV       | 756,02(18) keV       | <130 ms           |                            |                 | 5/2-           |
| 62Zn                 | 30                   | 32                   | 61,934330(11)        | 9,186(13) h       | β+                         | 62Cu            | 0+             |
| 63Zn                 | 30                   | 33                   | 62,9332116(17)       | 38,47(5) min      | β+                         | 63Cu            | 3/2-           |
| 64Zn                 | 30                   | 34                   | 63,9291422(7)        | Observé stable    | Observé stable             | Observé stable  | 0+             |
| 65Zn                 | 30                   | 35                   | 64,9292410(7)        | 243,66(9) j       | β+                         | 65Cu            | 5/2-           |
| 65mZn                | 53,928(10) keV       | 53,928(10) keV       | 53,928(10) keV       | 1,6(6) µs         |                            |                 | (1/2)-         |
| 66Zn                 | 30                   | 36                   | 65,9260334(10)       | Stable            | Stable                     | Stable          | 0+             |
| 67Zn                 | 30                   | 37                   | 66,9271273(10)       | Stable            | Stable                     | Stable          | 5/2-           |
| 68Zn                 | 30                   | 38                   | 67,9248442(10)       | Stable            | Stable                     | Stable          | 0+             |
| 69Zn                 | 30                   | 39                   | 68,9265503(10)       | 56,4(9) min       | β−                         | 69Ga            | 1/2-           |
| 69mZn                | 438,636(18) keV      | 438,636(18) keV      | 438,636(18) keV      | 13,76(2) h        | TI (96,7 %)                | 69Zn            | 9/2+           |
| 69mZn                | 438,636(18) keV      | 438,636(18) keV      | 438,636(18) keV      | 13,76(2) h        | β− (3,3 %)                 | 69Ga            | 9/2+           |
| 70Zn                 | 30                   | 40                   | 69,9253193(21)       | Observé stable    | Observé stable             | Observé stable  | 0+             |
| 71Zn                 | 30                   | 41                   | 70,927722(11)        | 2,45(10) min      | β−                         | 71Ga            | 1/2-           |
| 71mZn                | 157,7(13) keV        | 157,7(13) keV        | 157,7(13) keV        | 3,96(5) h         | β− (99,95 %)               | 71Ga            | 9/2+           |
| 71mZn                | 157,7(13) keV        | 157,7(13) keV        | 157,7(13) keV        | 3,96(5) h         | TI (,05 %)                 | 71Zn            | 9/2+           |
| 72Zn                 | 30                   | 42                   | 71,926858(7)         | 46,5(1) h         | β−                         | 72Ga            | 0+             |
| 73Zn                 | 30                   | 43                   | 72,92978(4)          | 23,5(10) s        | β−                         | 73Ga            | (1/2)-         |
| 73m1Zn               | 195,5(2) keV         | 195,5(2) keV         | 195,5(2) keV         | 13,0(2) ms        |                            |                 | (5/2+)         |
| 73m2Zn               | 237,6(20) keV        | 237,6(20) keV        | 237,6(20) keV        | 5,8(8) s          | β−                         | 73Ga            | (7/2+)         |
| 73m2Zn               | 237,6(20) keV        | 237,6(20) keV        | 237,6(20) keV        | 5,8(8) s          | TI                         | 73Zn            | (7/2+)         |
| 74Zn                 | 30                   | 44                   | 73,92946(5)          | 95,6(12) s        | β−                         | 74Ga            | 0+             |
| 75Zn                 | 30                   | 45                   | 74,93294(8)          | 10,2(2) s         | β−                         | 75Ga            | (7/2+)#        |
| 76Zn                 | 30                   | 46                   | 75,93329(9)          | 5,7(3) s          | β−                         | 76Ga            | 0+             |
| 77Zn                 | 30                   | 47                   | 76,93696(13)         | 2,08(5) s         | β−                         | 77Ga            | (7/2+)#        |
| 77mZn                | 772,39(12) keV       | 772,39(12) keV       | 772,39(12) keV       | 1,05(10) s        | TI (50 %)                  | 77Zn            | 1/2-#          |
| 77mZn                | 772,39(12) keV       | 772,39(12) keV       | 772,39(12) keV       | 1,05(10) s        | β− (50 %)                  | 77Ga            | 1/2-#          |
| 78Zn                 | 30                   | 48                   | 77,93844(10)         | 1,47(15) s        | β−                         | 78Ga            | 0+             |
| 78mZn                | 2673(1) keV          | 2673(1) keV          | 2673(1) keV          | 319(9) ns         |                            |                 | (8+)           |
| 79Zn                 | 30                   | 49                   | 78,94265(28)#        | 0,995(19) s       | β− (98,7 %)                | 79Ga            | (9/2+)         |
| 79Zn                 | 30                   | 49                   | 78,94265(28)#        | 0,995(19) s       | β−, n (1,3 %)              | 78Ga            | (9/2+)         |
| 80Zn                 | 30                   | 50                   | 79,94434(18)         | 545(16) ms        | β− (99 %)                  | 80Ga            | 0+             |
| 80Zn                 | 30                   | 50                   | 79,94434(18)         | 545(16) ms        | β−, n (1 %)                | 79Ga            | 0+             |
| 81Zn                 | 30                   | 51                   | 80,95048(32)#        | 290(50) ms        | β− (92,5 %)                | 81Ga            | 5/2+#          |
| 81Zn                 | 30                   | 51                   | 80,95048(32)#        | 290(50) ms        | β−, n (7,5 %)              | 80Ga            | 5/2+#          |
| 82Zn                 | 30                   | 52                   | 81,95442(54)#        | 100# ms [>300 ns] | β−                         | 82Ga            | 0+             |
| 83Zn                 | 30                   | 53                   | 82,96103(54)#        | 80# ms [>300 ns]  |                            |                 | 5/2+#          |

1. ↑  Abréviation :
TI : transition isomérique.
2. ↑  Isotopes stables en gras, gras et italique ceux stables à notre échelle de temps.
3. ↑  Produit final de la fusion du silicium ; sa production est endothermique et accélère l'effondrement de l'étoile.
4. ↑  Suspecté de se désintégrer par désintégration β+β+ en 64Ni avec une demi-vie supérieure à 2,3×1018 années.
5. ↑  Suspecté de subir une désintégration β−β− en 70Ge avec une demi-vie supérieure à 1,3×1016 années.

### Remarques
- Les valeurs marquées # ne sont pas purement dérivées des données expérimentales, mais aussi au moins en partie à partir des tendances systématiques. Les spins avec des arguments d'affectation faibles sont entre parenthèses.
- Les incertitudes sont données de façon concise entre parenthèses après la décimale correspondante. Les valeurs d'incertitude dénotent un écart-type, à l'exception de la composition isotopique et de la masse atomique standard de l'IUPAC qui utilisent des incertitudes élargies[4].
- Masses des isotopes données par la Commission sur les Symboles, les Unités, la Nomenclature, les Masses atomiques et les Constantes fondamentales (SUNAMCO) de l'IUPAP.
- Abondances isotopiques données par la Commission des Abondances isotopiques et des Poids atomiques de l'IUPAC.

- Masse des isotopes depuis :
  - (en) G. Audi, A. H. Wapstra, C. Thibault, J. Blachot et O. Bersillon, « The NUBASE evaluation of nuclear and decay properties », Nucl. Phys. A, vol. 729,‎ 2003, p. 3–128 (DOI 10.1016/j.nuclphysa.2003.11.001, Bibcode 2003NuPhA.729....3A, lire en ligne [archive du 23 septembre 2008])
- Compositions isotopiques et masses atomiques standards :
  - (en) J. R. de Laeter, J. K. Böhlke, P. De Bièvre, H. Hidaka, H. S. Peiser, K. J. R. Rosman et P. D. P. Taylor, « Atomic weights of the elements. Review 2000 (IUPAC Technical Report) », Pure and Applied Chemistry, vol. 75, no 6,‎ 2003, p. 683–800 (DOI 10.1351/pac200375060683, lire en ligne)
  - (en) M. E. Wieser, « Atomic weights of the elements 2005 (IUPAC Technical Report) », Pure and Applied Chemistry, vol. 78, no 11,‎ 2006, p. 2051–2066 (DOI 10.1351/pac200678112051, résumé, lire en ligne)
- Demi-vies, spins et données sur les isomères sélectionnés depuis les sources suivantes :
  - (en) G. Audi, A. H. Wapstra, C. Thibault, J. Blachot et O. Bersillon, « The NUBASE evaluation of nuclear and decay properties », Nucl. Phys. A, vol. 729,‎ 2003, p. 3–128 (DOI 10.1016/j.nuclphysa.2003.11.001, Bibcode 2003NuPhA.729....3A, lire en ligne [archive du 23 septembre 2008])
  - (en) National Nuclear Data Center, « NuDat 2.1 database », Brookhaven National Laboratory (consulté en septembre 2005)
  - (en) N. E. Holden et D. R. Lide (dir.), CRC Handbook of Chemistry and Physics, CRC Press, 2004, 85e éd., 2712 p. (ISBN 978-0-8493-0485-9, lire en ligne), « Table of the Isotopes », Section 11

- (en) Cet article est partiellement ou en totalité issu de l’article de Wikipédia en anglais intitulé « Isotopes of zinc » (voir la liste des auteurs).